# 味の三平
味の三平（あじのさんぺい）は、札幌ラーメンを提供しているラーメン店。味噌ラーメン元祖の店といわれる。初代店主・創業者は大宮守人。

## 概要
1950年（昭和25年）に、元南満州鉄道職員であった大宮守人が、屋台営業でラーメンを出して稼いだ資金を元手に、札幌市中央区南7条西3丁目のすすきのに開業する。開業当時は、味噌ラーメンはなく、その他のラーメン店と同様に、醤油ラーメンと塩ラーメンであった。西山製麺の縮り麺の採用や具にもやしを採用するなど、いろいろ『味の三平』ならではの工夫がなされ、現在の札幌ラーメンの基礎を作られたとされる。
1954年（昭和29年）に、味噌を大切に考えた大宮守人により、『味噌ラーメン』が開発される。大宮守人は、特別メニューの豚汁を客の要望でラーメンに入れた際に客が大満足だったということにヒントを得たという情報が流布しているが、現『味の三平』店主は否定する。1955年（昭和30年）に、雑誌『暮らしの手帖』で、『味の三平』が紹介される。なおさら、繁盛することとなる。
後に、味噌ラーメンは、『味の三平』以外のラーメン店でも出されるようになり、『札幌ラーメン』では欠かすことの出来ない定番となり、『ラーメン』の主要なジャンルとなった。その後も、味噌ラーメンの元祖であり札幌ラーメンのカリスマとして『味の三平』は有名となる。1968年に、南1条西3丁目の大丸藤井セントラルビルに移転する。2000年5月1日、初代店主の大宮守人が死去する。
なお、2001年1月24日の日本テレビ系列（STV）の『知ってるつもり?!』で、『札幌ラーメン物語』が放送され、最重要人物として大宮守人が登場した。また番組内で、サンヨー食品の井田毅（元代表取締役社長）は、『味の三平』のラーメンを「味の芸術品」と評し、「味の三平のしょうゆラーメンをインスタントラーメンにできないか」という考えがきっかけで『サッポロ一番しょうゆ味』が誕生し、2年後には『味の三平』のみそラーメンをヒントに『サッポロ一番みそラーメン』が誕生したと語っている。

## 店舗
住所
- 札幌市中央区南1条西3丁目2番　大丸藤井セントラル4F

アクセス
- 札幌市営地下鉄大通駅12番出口または17番出口

## お品書き
主要一品料理
- 味噌ラーメン - 『味の三平』が、元祖とされる。
- 鉄火ラーメン - 辛口の味噌ラーメン
- 醤油ラーメン
- 塩ラーメン
- チャーシュー麺 - 醤油味である
- ワンタン麺 - 醤油味

季節限定
- ソーラン焼きそば - 2011年6月に出されていたメニュー
- 涼風麺 - 2011年では、7月18日から9月24日まで、出されていた夏メニュー